# Liste des lieutenants généraux de police de Paris
La liste des lieutenants généraux de police de Paris est la suivante :
| No | Portrait | Nom                                       | Début du mandat | Fin du mandat | Roi                | Notes |
| -- | -------- | ----------------------------------------- | --------------- | ------------- | ------------------ | --- |
| 1  |          | Gabriel Nicolas de La Reynie              | 1667            | 1697          | Louis XIV          | |
| 2  |          | Marc René de Voyer de Paulmy d'Argenson   | 1697            | 1718          | Louis XIV Louis XV | |
| 3  |          | Louis Charles de Machault d'Arnouville    | 1718            | 1720          | Louis XV           | |
| 4  |          | Marc Pierre de Voyer de Paulmy d'Argenson | janvier 1720    | juin 1720     | Louis XV           | |
| 5  |          | Gabriel Taschereau de Baudry              | 1720            | 1722          | Louis XV           | |
| 6  |          | Marc Pierre de Voyer de Paulmy d'Argenson | 1722            | 1724          | Louis XV           | |
| 7  |          | Nicolas Ravot d'Ombreval                  | 1724            | 1725          | Louis XV           | |
| 8  |          | René Hérault                              | 1725            | 1739          | Louis XV           | |
| 9  |          | Claude Henry Feydeau de Marville          | 1739            | 1747          | Louis XV           | |
| 10 |          | Nicolas René Berryer                      | 1747            | 1757          | Louis XV           | |
| 11 |          | Henri Bertin                              | 1757            | 1759          | Louis XV           | |
| 12 |          | Antoine de Sartine                        | 1759            | 1774          | Louis XV           | |
| 13 |          | Jean Charles Pierre Lenoir                | 1774            | 1775          | Louis XVI          | |
| 14 |          | Joseph d'Albert                           | 1775            | 1776          | Louis XVI          | Sous sa courte lieutenance générale de police : suppression des maîtrises et jurandes, suppression des corvées, suppression des racoleurs, nouvelle division de la ville de Paris en quartiers, arrondissements et cantons, règlement sur la vente dans les halles et marchés, institution des ateliers de charité, propreté des rues par un système qui anticipe la poubelle, réglementation des maisons de tolérance, adoucissement du sort des prisonniers qu'il va visiter dans les différentes prisons. |
| 15 |          | Jean Charles Pierre Lenoir                | 1776            | 1785          | Louis XVI          | |
| 16 |          | Louis Thiroux de Crosne                   | 1785            | 1789          | Louis XVI          | |